# Воробьёвский сельсовет (Липецкая область)
Воробьёвский сельсове́т — сельское поселение в Хлевенском районе Липецкой области. 
Административный центр — село Воробьёвка.

## История
В соответствии с законами Липецкой области №114-оз от 02.07.2004 и №126-оз от 23.09.2004 сельсовет наделён статусом сельского поселения, установлены границы муниципального образования.

## Население
| 2009 | 2010  | 2012  | 2013 | 2014  | 2015 | 2016 |
| ---- | ----- | ----- | ---- | ----- | ---- | ---- |
| 1136 | ↘1047 | ↘1028 | ↘988 | ↗1002 | ↘981 | ↗982 |
| 2017 | 2018  | 2021  |      |       |      |      |
| ↗997 | ↘993  | ↗1129 |      |       |      |      |

## Состав сельского поселения
| № | Населённый пункт | Тип населённого пункта       | Население |
| - | ---------------- | ---------------------------- | --------- |
| 1 | Воробьёвка       | село, административный центр | ↗1129     |